# Gare de Beynost
Gare de Beynost vasútállomás Franciaországban, Beynost településen.

## Vasútvonalak
Az állomást az alábbi vasútvonalak érintik:
- Lyon–Genf-vasútvonal

## Kapcsolódó állomások
A vasútállomáshoz az alábbi állomások vannak a legközelebb:
- Gare de Saint-Maurice-de-Beynost
- Gare d’Ambérieu
- Gare de Montluel